# ゲリラゲームズ
ゲリラゲームズ（英: Guerrilla Games）は、オランダにある、ソニーグループ傘下のテレビゲーム開発会社。商号はゲリラ（英: Guerrilla B.V.）。ソニー・インタラクティブエンタテインメント（SIE）の子会社で、PlayStationプラットフォームのゲームソフトウェア開発を行うPlayStation Studiosの一つである。『KILLZONE』シリーズや『Horizon』シリーズが代表作。400名ほどのスタッフを擁している（2019年時点）

## 概要
社史
当社は、もともとは2000年1月に、マルチメディアのコングロマリットであるLost Boys社（オーナー：ミッシェル・モル）によって、オランダの3つのゲームソフトウェア開発スタジオ（Orange Games、Digital Infinity、Formula Game Development）を合併させる形で、オランダのアムステルダムで、Lost Boys Games社という社名で設立されたものである
このLost Boys Games社は当初25名体制であったが、拡大して2000年11月には40名体制となった。翌2001年、当社のマネージング・ディレクターがde Rongeから、コンサルティング会社から引き抜かれたHermen Hulstへと変更になった。2001年に（形式的には）スウェーデンのIconMediaLab社と合併し、Lost Boys社から独立（ただし、ミッシェル・モルがまだ所有）。この時期にはゲームボーイカラー向けのソフトなどを開発していた。
2003年には、当社の株式の75パーセントを、やはりミッシェル・モルが設立したMedia Republic社が買収する形でその子会社となり、それからまもなく社名が、親会社が変わったことを表すために、Guerrilla Gamesへと変更された。そしてすぐに（PS2専用の）『KILLZONE』開発に着手し、並行的に（複数のコンソール向けの）『Shellshock: Nam '67』の開発も行った。リリースされた『KILLZONE』は、世界で100万本以上を売り上げ、PSゲームのGreatest Hits扱いとなり、北米およびヨーロッパでプラチナ・ステータスとなった。その成果もあり、2004年3月、当社はソニー・インタラクティブエンタテインメント（SCE）とゲームソフトウェア開発を行なう独占契約を締結。つまり将来的にもソニーのゲーム機（たとえば当時で言えば、PS2、PSP、PS3など）のためだけに開発を行うという契約を結んだ。
（その後）『KILLZONE』は、出荷本数が約200万本という成功に。
2005年12月、当時のソニー・コンピュータエンタテインメント（SCEI）の下で日米欧のソフトウェア制作部門を統合していたSCE ワールドワイド・スタジオ（SCE  WWS）が当社を（完全に）買収。買収した理由は、SCE ワールドワイド・スタジオ（SCE  WWS）は、ソフトウェア開発力を（PSが他社のコンソールとの競争に長期的に勝ち続けてゆくために）更に強化・拡大する必要があったためであり、当社が開発したPS2版『KILLZONE』が見事に成功し、さらに次回作のPS3版『KILLZONE』の質の高い映像が世界で高い評価を受け、優れた作品に対して授与される「Game Critics Awards」のグラフィックス部門特別賞も受賞したことなども踏まえて当社の買収を決定した。これにより当社はSCE  WWSの重要な役割を担う制作スタジオとなった。
まずは『KILLZONE』シリーズの開発業務およびリリースを継続し、2006年にPSP版、2009年2月にはPS3版の『KILLZONE 2』、2011年2月にはPS3版の『KILLZONE 3』をリリース。
2010年12月28日、同社が『KILLZONE』とは異なる新作FPSを開発していることが明らかとなった。同スタジオの開発者求人要項によると、トリプルA級のFPSタイトルのためにリードFXアーティストやコンセプトアーティスト等を募集しており、「ダンブルドア」「現代のダイダロス」「モンスター」「ヒーロー」といった単語が文中に用いられていた。
2012年3月8日、Game Developers Conference（GDC 12）内の公演にて新作を含む3作品を同時に開発している事を明らかにした。一作は『Killzone』以外の新作タイトルで新規タイトルである、とされた。
2012年、SCEケンブリッジスタジオがゲリラゲームズに統合されることが発表された。SCEケンブリッジスタジオはスタジオ名を『ゲリラケンブリッジ』に改称し、ゲリラゲームズの姉妹スタジオとなった。
同年8月15日、ドイツで開催されたゲームズコムにてPlayStation Vita専用ソフトウェア『KILLZONE: Mercenary』が正式発表された。開発はゲリラケンブリッジ。
2013年2月20日、ニューヨークで開催されたPlayStation Meeting 2013にてPlayStation 4用ソフトウェア『KILLZONE: Shadow Fall』が発表され、実機ゲームプレイ映像が公開された。物語の時系列としては、前作『KILLZONE 3』から30年後の世界が舞台。
2015年のカンファレンスにおいて、当社は『Horizon Zero Dawn』というゲーム、post-apocalypticな（つまり聖書の「黙示録」で描かれている世界の、その後を描いたような）、オープンワールド式のアクションRPGで、機械に蹂躙された世界に住むアーロイという若い女性ハンターの主人公が自分の過去を明らかにするために世界を旅しようとするストーリーのゲームを開発中であることを明かした。
2017年3月、PlayStation 4向けに『Horizon Zero Dawn』をリリース。多くの評価サイトなどで高い評価を獲得した。2017年11月には拡張コンテンツ「凍てついた大地」をリリース。2018年2月までに販売本数760万本を突破、さらにその後には1000万本を突破する大ヒット作となり、数多いPS4ソフトの中でもトップクラスのゲームとなった。
2018年6月付けで、当社はアムステルダムオフィスであらたに250人を雇用。2019年にNieuwezijds Voorburgwalにできた新社屋へと引越しを行い、400名体制へと拡大。
その後、『Horizon Zero Dawn』のPC版の開発を行い、2020年8月7日にリリース。またそれと並行して『Horizon Zero Dawn』のPSの次期コンソール（つまりPS5）向けの続編の企画・デザインなどを行う。
2022年2月18日には、続編の『Horizon Forbidden West』を発売。2023年2月22日には、PlayStation VR2向けの『Horizon Call of The Mountain』が発売。同年4月19日には『Horizon Forbidden West』の拡張コンテンツである『Horizon Forbidden West：焦熱の海辺』をPlayStation 5向けに配信。2023年5月時点で売上本数が800万本、シリーズ累計では3270万本に達したことが明らかとなった。2024年3月22日にはPC版がリリース。
2024年10月31日、『Horizon Zero Dawn Remastered』をPlayStation 5とPC向けに発売。

## 開発タイトル
| 発売年 | タイトル                     | プラットフォーム                                | 備考                      |
| ------ | ---------------------------- | ----------------------------------------------- | ------------------------- |
| 2004年 | Shellshock: Nam '67          | PlayStation 2、Microsoft Windows、Xbox          |                           |
| 2004年 | KILLZONE                     | PlayStation 2                                   |                           |
| 2006年 | Killzone: Liberation         | PlayStation Portable                            |                           |
| 2009年 | KILLZONE 2                   | PlayStation 3                                   |                           |
| 2011年 | KILLZONE 3                   | PlayStation 3                                   |                           |
| 2013年 | KILLZONE: Mercenary          | PlayStation Vita                                | 開発：ゲリラケンブリッジ  |
| 2014年 | KILLZONE SHADOW FALL         | PlayStation 4                                   |                           |
| 2017年 | Horizon Zero Dawn            | PlayStation 4、Microsoft Windows（Steam）       | Steam版は2020年8月7日発売 |
| 2022年 | Horizon Forbidden West       | PlayStation 5、PlayStation 4、Microsoft Windows | PC版は2024年3月22日発売   |
| 2023年 | Horizon Call of the Mountain | PlayStation 5（PlayStation VR2専用）            | Firespriteと共同開発      |
| 2024年 | Horizon Zero Dawn Remasterd  | PlayStation 5、Microsoft Windows                |                           |